# Францевич, Леонид Иванович
Леони́д Ива́нович Франце́вич (укр. Леонід Іванович Францевич; 3 октября 1935, Киев — 29 мая 2024) — советский и украинский учёный в области зоологии беспозвоночных, член-корреспондент Национальной академии наук Украины (1990), лауреат Государственных премий СССР (1987) и Украины (2004) в области науки и техники, премии имени И. И. Шмальгаузена НАН Украины (2000).

## Биографические сведения
Родился в семье учёного в области физической химии и материаловедения академика Ивана Никитовича Францевича.
Получил высшее образование на биологическом факультете Киевского государственного университета им. Т. Г. Шевченко по специальности «биолог-зоолог».
Более 40 лет работал в Институте зоологии им. И. И. Шмальгаузена НАН Украины, где занимает должность ведущего научного сотрудника.
Умер 29 мая 2024 года в возрасте 88 лет.

## Научная деятельность
Леонид Францевич защитил кандидатскую диссертацию «Фауна разноусых чешуекрылых долины Среднего Днепра» (1963) и докторскую — «Зрительный анализ пространства у насекомых» (1981), обе по специальности «энтомология».
Учёный сделал ряд важных открытий в изучении насекомых, в частности, впервые обнаружил такое явление, как способность животных распознавать случайные двумерные изображения по их текстуре; астроориентацию у жесткокрылых во время хоминга; идентифицированность структурных элементов обонятельного центра в насекомых (гломерул дейтоцеребрума) по морфологическим признакам; новый тип проприоцептора (аркулярный орган) жесткокрылых; пространственную устойчивость зрительной ориентации за местными и астроориентирами в насекомых во время хоминга на наклонных поверхностях; модель ориентации с поляризованным светом неба на основе стандартной карты направлений поляризационной чувствительности, встроенной в структуру сетчатки; пространственную устойчивость топологических признаков зрительного ключевого стимула в насекомых.
Леонид Францевич впервые обосновал скелетную модель кинематической системы пеших насекомых с целью описания и анализа движений, решение обратной задачи кинематики для реконструкции суставных углов, что прямо не наблюдаются. С помощью методов обратной кинематики учёный детально исследовал кинематику локомоторных манёвров в пеших насекомых: повороты на плоскости, перевороты, хождение по тонких стержнях, поворот на конце тонкого стержня, а также кинематику открывания—закрывания надкрылец у жесткокрылых. Леонид Иванович описал кинематику и механизм развертывания аролиума (клейкой подушечки на конце ноги) и роль предварительно напряженных структур в этом процессе. Исследовав механику составленного среднего тазика у двукрылых насекомых, учёный показал, что эта структура является маркером сегмента тела, к которому прикреплена нога, и открыл проявления гомеозису (появления структуры в другом сегменте тела) в отдельных таксонах двукрылых.
С осени 1986 по 1988 год Леонид Иванович возглавлял работу киевских зоологов в Зоне отчуждения ЧАЭС. Его исследования развивались в двух направлениях: радиоэкологическому и общеекологическому.
По поручению ПО «Комбинат» в течение 1987—1988 годов он вычислил объёмы выноса радионуклидов из Зоны отчуждения мигрирующими птицами. Л. И. Францевич предложил тогда интегральную оценку выноса как произведения трех величин. Полученная оценка оказалась несущественной по сравнению с общим выносом радионуклидов за пределы зоны и не нуждалась в определённых контрмер.
В течение 1989—1994 годов Леонид Иванович с коллегами выполнил широкую биоиндикацию загрязнения водоемов и суши 90Sr по бета-радиоактивности раковин моллюсков. Были составлены карты загрязнения 90Sr Киевской области и рек бассейна Днепра. Опыт обобщения данных для многовидовых сборов использовано для возведения измерений радиоактивности различных видов диких животных в немногих представительных видов, принятых за стандарты сравнения. Такая стандартизация позволила изобразить радионуклидное загрязнение диких животных на карте (2000 г.). На основе методов обработки многокомпонентных сборов Леонид Иванович создал первую на Украине модель оптимизации допустимых уровней содержания радионуклидов в продуктах питания (1997 г.).
Леонид Францевич первым обратил внимание на то, что на большей части зоны отчуждения и отселения (свыше 98 % общей площади — около 3 тысяч км2) ход событий в биоценозах определялся не пагубным влиянием облучения, а снятием антропогенного пресса на живую природу после эвакуации населения, широкомасштабными инженерными вмешательствами. Исследования и учёта общеэкологических закономерностей понадобилось для менеджмента отчужденных территорий.
Учёный предложил концепцию мозаичного заповедника Зоны отчуждения с выделением ценных в научном или природоохранном плане угодий. Принцип мозаичного заповедника был одобрен Научно-техническим советом при Администрации Зоны отчуждения.

## Труды
Леонид Францевич — автор более 150 печатных трудов, самыми значительными из которых являются «Зрительный анализ пространства у насекомых» (1980), «Пространственная ориентация животных» (1986), «Животные в радиоактивной зоне» (1991). Он является членом редакционного совета научного журнала «Вестник зоологии».

## Награды и звания
За исследование «Зрительный анализ пространства у насекомых» (цикл «Физиология органов чувств у насекомых») учёный удостоен Государственной премии СССР в области науки и техники (1987).
За участие в ликвидации последствий аварии на ЧАЭС Леонид Францевич награждён орденом «Знак Почета» (1989).
За ряд работ под общим названием «Влияние Чернобыльской катастрофы на животный мир» (2000) в составе коллектива авторов отмечен премией им. И. И. Шмальгаузена НАН Украины.
За участие в цикле работ «Комплексное исследование влияния Чернобыльской катастрофы на окружающую среду, научное обоснование реабилитации загрязненных территорий и радиационной защиты населения Украины» ему присуждена Государственная премия Украины в области науки и техники за 2004 год.

## Ссылка
- Францевич Леонид Иванович